# 사카크
사카크(Saqqaq)는 서부 그린란드의 아반나타 지방자치단체에 있는 정착지이다. 1755년에 솔시덴으로 설립된 사칵은 2020년 기준으로 132명의 주민을 가지고 있었다. 이 마을의 칼라알리수트어 이름은 리베츠 톱에 대한 상대적 위치를 참조하여 덴마크어로 "햇볕이 잘 드는 쪽"을 의미한다.
이곳은 사칵 문화의 유적지이다.

## 지리
이곳은 누수아크반도의 남서부에 위치하며, 술로르수아크 해협(덴마크어로 바이가트 해협으로 알려져 있음)의 북쪽 해안, 일루리사트의 북서쪽에 있다. 사칵 바로 북동쪽에는 리베츠 톱 산(1,150 미터 (3,773 ft))이 있다.

## 역사

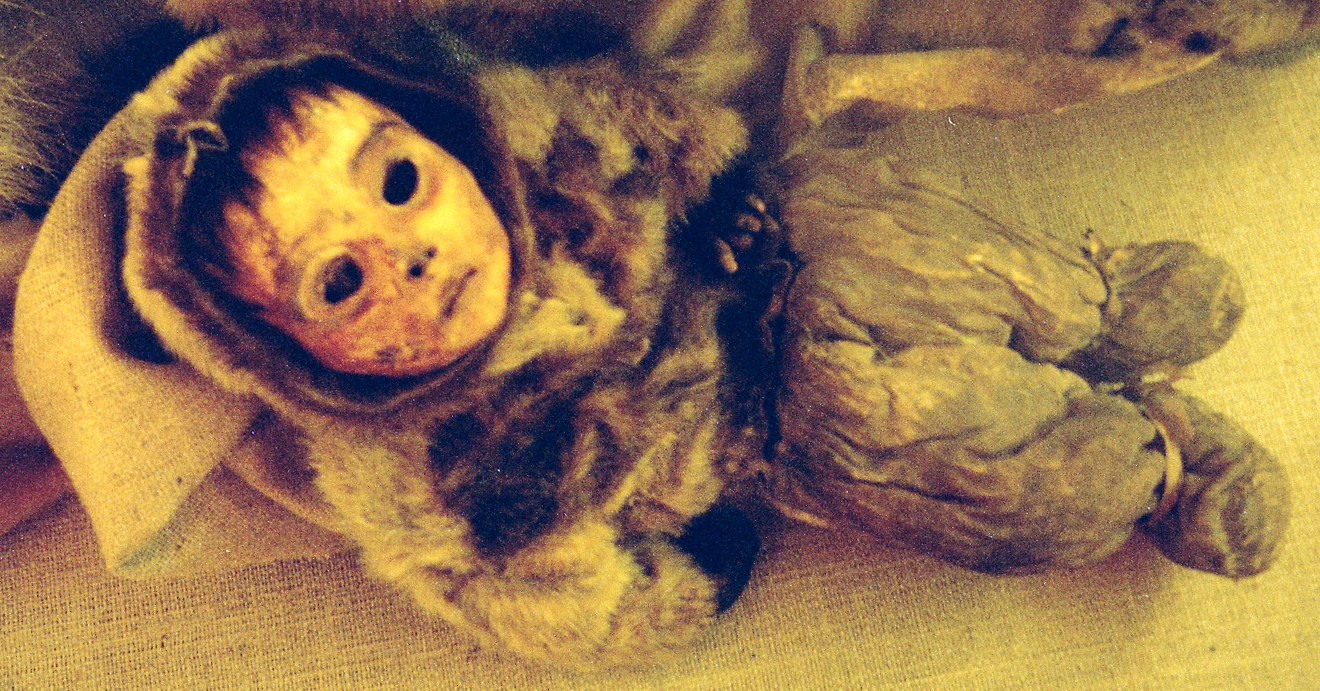
킬라키초크에서 발견된 6개월 된 소년의 미라

우마르나크 피오르 해안에 있는 누수아크반도 반대편의 킬라키초크에서 진행된 고고학적 발굴은 고대 북극 문화의 존재를 밝혀냈는데, 이 문화는 나중에 사칵 문화로 명명되었으며, 기원전 2500년에서 기원전 800년 사이에 서부 중앙 그린란드 지역에 거주했다.
인간 머리카락의 최근 DNA 샘플은 고대 사칵족이 약 3,500년 전 시베리아에서 왔으며, 현대 아메리카 원주민과 이누이트를 탄생시킨 이주와는 독립적이었다는 것을 시사한다.
2000년 11월 21일, 사칵에서 40 킬로미터 (22 nmi; 25 mi) 떨어진 파아투트에서 대규모 산사태가 발생하여 술로르수아크(또는 바이갓) 해협에서 거대해일이 발생했다. 지진해일의 에너지는 해협을 가로질러 디스코섬을 강타한 후 굴절되어 3 미터 (9.8 ft)의 파고를 가진 파도를 생성하여 사칵의 보트들을 파괴했다.

## 교통
에어 그린란드는 정부 계약의 일환으로 사칵 헬기장과 일루리사트 공항 간의 겨울철 헬리콥터 비행으로 이 마을에 서비스를 제공한다. 디스코만의 정착지 항공편은 겨울과 봄에만 운항된다는 점에서 독특하다.
만 해역을 항해할 수 있는 여름과 가을에는 정착지 간 통신이 디스코라인이 서비스하는 해상으로만 이루어진다. 페리는 사칵과 켁케르탁, 오카아트수트, 일루리사트를 연결한다.

## 인구
사칵의 인구는 1990년 수준에 비해 60% 증가했으며, 다음 10년 동안 안정화되었다. 사칵은 디스코만 지역에서 인구 통계학적으로 매우 안정적인 몇 안 되는 정착지 중 하나이다.
| 인구 차트 | 인구 차트 | 인구 차트 | 인구 차트 | 인구 차트 | 인구 차트 | 인구 차트 | 인구 차트 | 인구 차트 | 인구 차트 | 인구 차트 | 인구 차트 | 인구 차트 | 인구 차트 | 인구 차트 | 인구 차트 | 인구 차트 | 인구 차트 | 인구 차트 | 인구 차트 | 인구 차트 |
| --------- | --------- | --------- | --------- | --------- | --------- | --------- | --------- | --------- | --------- | --------- | --------- | --------- | --------- | --------- | --------- | --------- | --------- | --------- | --------- | --------- |
| 연도      | 1991      | 1992      | 1993      | 1994      | 1995      | 1996      | 1997      | 1998      | 1999      | 2000      | 2001      | 2002      | 2003      | 2004      | 2005      | 2006      | 2007      | 2008      | 2009      | 2010      |
| 인구      | 126       | 152       | 163       | 189       | 188       | 203       | 212       | 202       | 211       | 198       | 196       | 214       | 185       | 177       | 180       | 183       | 190       | 173       | 173       | 188       |
| ±%        | —         | +20.6%    | +7.2%     | +16.0%    | −0.5%     | +8.0%     | +4.4%     | −4.7%     | +4.5%     | −6.2%     | −1.0%     | +9.2%     | −13.6%    | −4.3%     | +1.7%     | +1.7%     | +3.8%     | −8.9%     | +0.0%     | +8.7%     |